# Frankfurt-Rödelheim
Rödelheim ist seit dem 1. April 1910 ein Stadtteil im Westen von Frankfurt am Main und hat 19.899 Einwohner. Es verfügt über eine Autobahnanbindung und S-Bahnhof und liegt am Radwanderweg entlang der Nidda am Frankfurter Grüngürtel mit zwei Parkanlagen. Im Landhaus der Brentanos waren historische Persönlichkeiten zu Gast.

## Geschichte

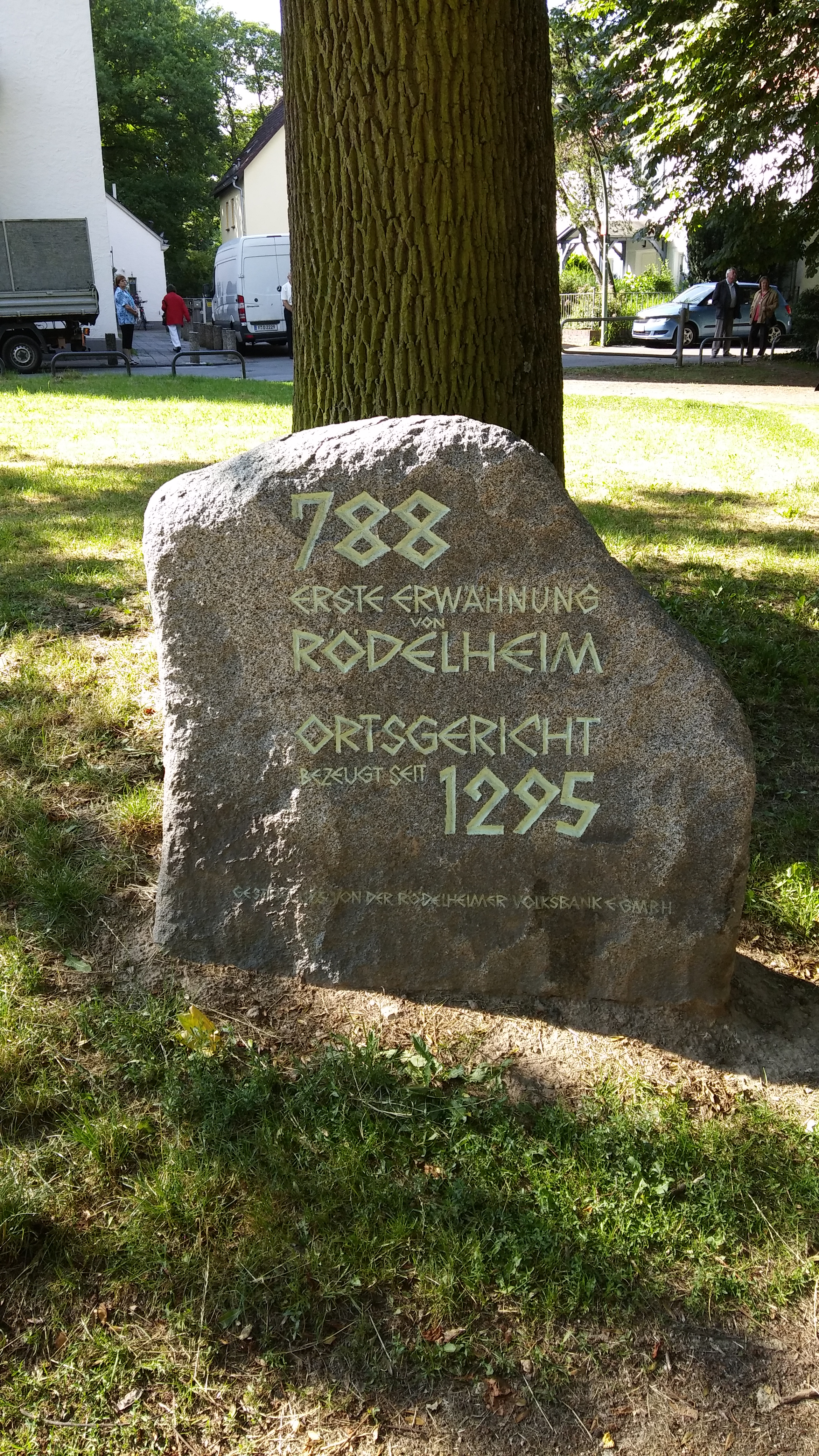
Nachgebildeter Gründungsstein im Solmspark

### Mittelalter
Am 21. September 788 wurde Rödelheim als Radilenheim im Lorscher Codex erstmals urkundlich erwähnt. Zur Gründungsgeschichte Rödelheims gibt es die Erzählung vom Bauern Radilo, der dort angeblich als Erster Waldflächen rodete und urbar machte. Eine der Hauptstraßen Rödelheims ist nach ihm benannt worden, die Radilostraße.
Im 12. Jahrhundert wurde die Rödelheimer Wasserburg errichtet, aus der das spätere Schloss hervorging. Ins 14. Jahrhundert fällt der Bau der Cyriakuskirche.
Im Jahr 1461 fielen Burg und Ort Rödelheim durch Heirat in den Besitz der Grafen zu Solms als Erben des Frank von Cronberg, der zuvor das Rödelheimer Schloss erweitern ließ. Im Juli 1552 wurde in Rödelheim nach dem Schmalkaldischen Krieg der Passauer Vertrag unterzeichnet.

### Neuzeit
Zwischen 1792 und 1800 kam es im Zuge der Koalitionskriege in Rödelheim zu blutigen Gefechten. Die Grafschaft Solms-Rödelheim endete 1806, das Amt Rödelheim kam zum Großherzogtum Hessen. Von 1823 bis 1853 gehörte Rödelheim zum Bezirk des Landgerichts Rödelheim, der 1853 aufgelöst wurde, dann bis 1879 zu dem des Landgerichts Vilbel, ab 1879 zu dem des Amtsgerichts Vilbel.
Im Jahre 1800 wurde das erste Rödelheimer Schloss abgerissen und mit dem Bau eines zweiten Schlosses begonnen, das erst 1860 fertiggestellt wurde.  Im Jahr 1805 wurde ein erstes Schulhaus erbaut.
Zwischen 1808 und 1823 erwarb der Kaufmann Georg Brentano ein Landhaus mit Garten und erweiterte diesen durch Grundstücksankäufe zu einem Park, dem Brentanopark, zu dem auch das bis heute erhaltene Petrihaus gehört. Johann Wolfgang von Goethe, Clemens Brentano und Bettina von Arnim hielten sich in dieser Zeit regelmäßig zu Besuch dort auf. Das zum Landhaus gehörende Küchenhaus und das Gartenhaus sind noch erhalten, das Landhaus jedoch nicht.
Die verkehrsgeographische Lage Rödelheims begünstigte die Entwicklung des Ortes. Hier überquerte die Cölnische Hohe Heer- und Geleitstraße, eine alte Handelsstraße von Frankfurt nach Köln, den Fluss Nidda, bevor sie an der Festung Königstein den Taunuskamm überwand.

Die hölzerne Niddabrücke in Rödelheim, die für die gesamte Region zwischen Frankfurt und dem Taunus bedeutend war, wurde bereits 1342 erstmals erwähnt. Die Reichsstadt Frankfurt erhielt 1428 die Brückenrechte, durfte  Brückenzoll erheben, musste aber auch das Bauwerk instand halten. Denn die Holzbrücke wurde in zahlreichen Kriegen, vor allem in den Koalitionskriegen von 1792 bis 1815, mehrfach zerstört und wieder aufgebaut. Im weiteren Verlauf überquerte die Straße in Richtung Bockenheim auf einer Holzbrücke den Mühlgraben und morastiges Gelände über eine Anfang des 19. Jahrhunderts errichtete Steinbrücke, die Sternbrücke. Im Jahr 1833 wurde die erste regelmäßige Postverbindung nach Frankfurt eingeführt, 1845 die erste Poststation errichtet. Die Freiwillige Feuerwehr Rödelheim wurde 1859 gegründet.

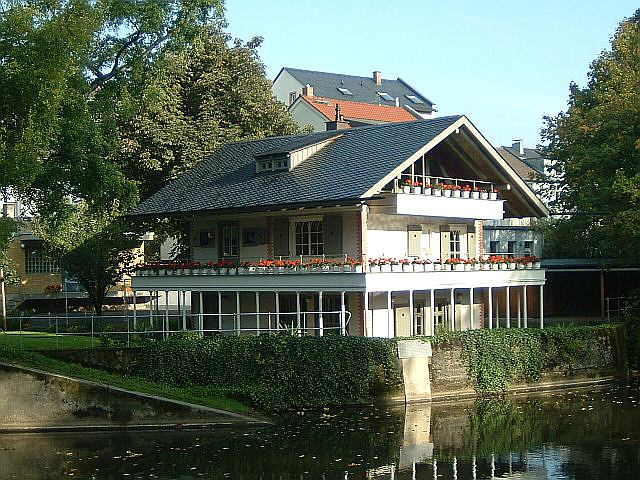
Petrihaus

Im Jahre 1866 wurde Rödelheim durch den Friedensvertrag vom 3. September 1866 der preußischen Monarchie unterstellt.
Im Jahr 1861 wurde die Homburger Bahn eröffnet, eine Verbindung von Frankfurt nach Oberursel und Bad Homburg; der Rödelheimer Bahnhof wurde 1874 ein kleiner Verkehrsknotenpunkt. Die in diesem Jahr eröffnete Kronberger Bahn zweigte dort von der Homburger Bahn ab und fuhr über Eschborn nach Kronberg. Außerdem wurde in der Zeit zwischen 1889 und 1895 die Frankfurter Pferdebahn bis an die Rödelheimer Niddabrücke geführt, wurde allerdings ab 1904 durch eine elektrische Straßenbahn ersetzt.
Im Jahr 1881 wurde die Apfelweinkelterei Possmann gegründet, 1896 gründeten die Rödelheimer Bürger Peter und Heinrich Weil in der Alexanderstraße die Fahrradfabrik Peter Weil & Co, die spätere Torpedo-Werke AG (Weil-Werke), die anschließend auch Büromaschinen und Kleinkrafträder herstellte.
1885 wurde Rödelheim zur Stadt erhoben, die Eingemeindung in die Stadt Frankfurt folgte 25 Jahre später, am 1. April 1910. Die Radiloschule wurde in den Jahren 1904 bis 1910 erbaut, gefolgt von der Arndtschule im Jahre 1914. Im Jahre 1928 wurde das Brentanobad erbaut und ist Europas größtes Freibad. Im Jahre 1933 wurde das zweite Rödelheimer Schloss im Solmspark von der Stadt Frankfurt erworben und restauriert. Zerstört wurde es im Zweiten Weltkrieg durch alliierte Fliegerbomben bei den Luftangriffen auf Frankfurt am Main.

### Jüdische Geschichte in Rödelheim

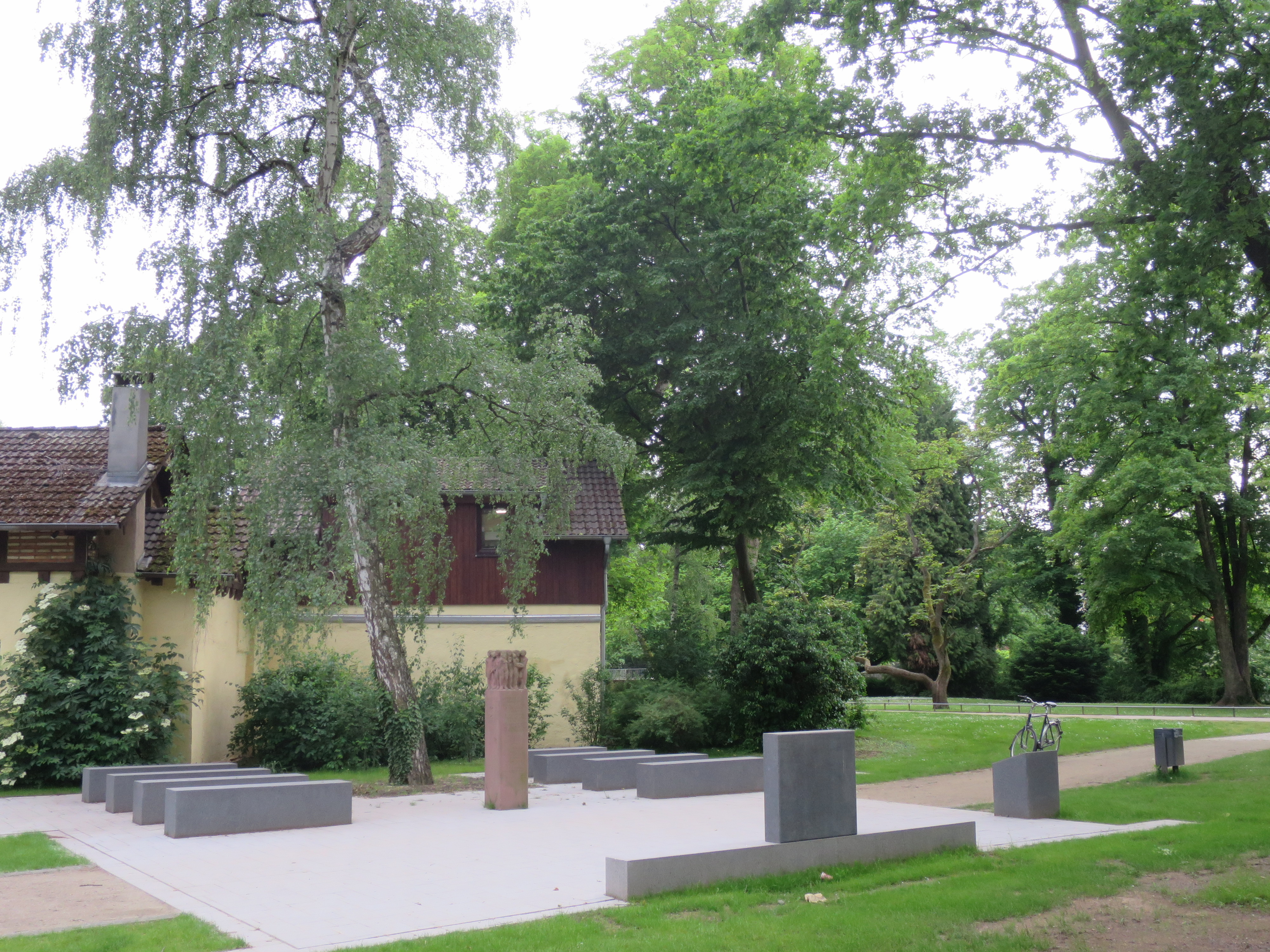
Synagogendenkmal

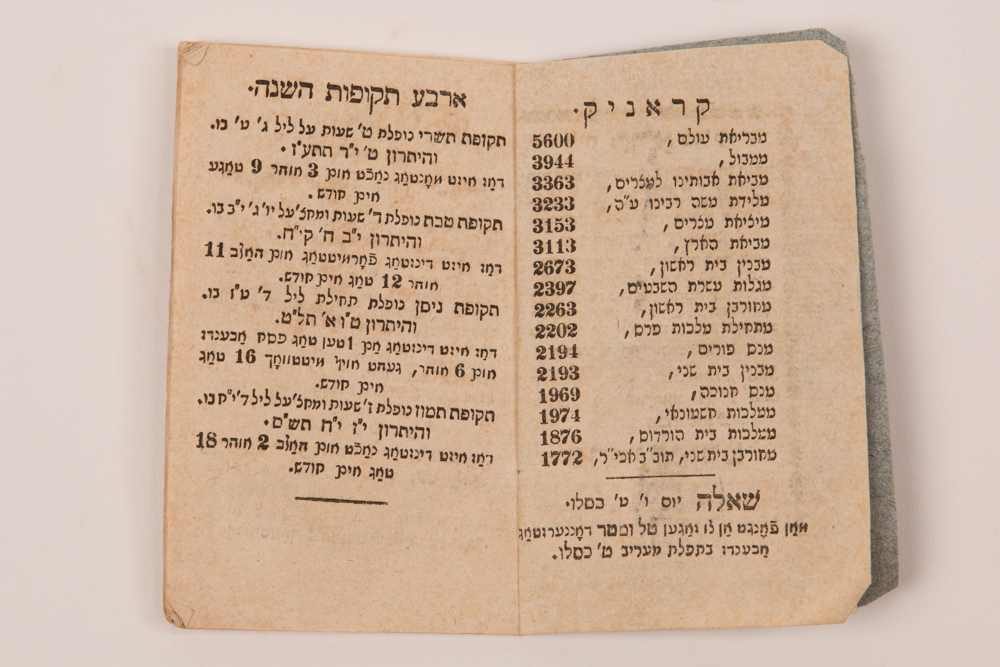
Jüdischer Kalender für das Jahr 1840/41. Gedruckt in Rödelheim. In der Sammlung des Jüdischen Museums der Schweiz.

Ab dem 17. Jahrhundert entwickelte sich Rödelheim zu einer Quelle jiddisch-kabbalistischer Folklore. Eine Ausgabe des Ma'assebuchs wurde hier im Jahre 1753 durch Jona ben Josche Gamburg herausgegeben und durch Karl Reich gedruckt.
Im Jahre 1799 gründet der Verleger und Gelehrte Benjamin Wolf Heidenheim eine Buchdruckerei, die jüdische Gebetbücher und theologische Werke herausgab, darunter den bis heute in einigen orthodoxen Gemeinden benutzten Sidur Sefat Emet. Heidenheim lebte danach bis zu seinem Tode im Jahre 1832 in Rödelheim.
Eine erste eigene Synagoge wurde 1730 in der Schulstraße Nr. 9 (heutiges Inselgäßchen) eingerichtet, nachdem die jüdische Gemeinde sich zunächst zwischen 1680 und 1700 in einer herrschaftlichen Scheune versammeln durfte. In dieser Zeit bestand die jüdische Gemeinde aus etwa 80 Personen. Die jüdische Gemeinde Rödelheims unterstand dem Rabbinat von Gießen.
Aufgrund des Anwachsens der Gemeinde wurde eine neue Synagoge gebaut und am 29. Juni 1838 geweiht. Eine Einweihungsrede hielt auch der Pfarrer der evangelischen Cyriakusgemeinde Ludwig Thudichum. Architektonisch zeichnete sich die Synagoge durch einen eigenwilligen orientalisch geprägten Baustil aus. Zerstört wurde sie ab dem 9./10. November 1938 („Reichspogromnacht“). Zunächst wurde hierbei nur der Innenraum durch ein Feuer zerstört. Die letzten Bewohner mussten das Gebäude am 3. November 1939 verlassen.
Daraufhin wurde das Gebäude als Lagerraum einer Autowerkstatt benutzt, bis es am 22. März 1944 durch alliierte Fliegerbomben vollständig zerstört wurde. Der Toraschild der Rödelheimer Synagoge befindet sich heute im Jüdischen Museum in New York City.
Heute erinnert ein am Standort der Synagoge errichtetes Denkmal mit einer Stele des Bad Homburger Bildhauers Christof Krause aus dem Jahr 1979 an die Synagoge Rödelheim. Dieses wurde 2015 erweitert, indem die Umrisse der Synagoge mit Pflastersteinen wieder sichtbar gemacht und die Sitzreihen durch 8 Steinquader angedeutet wurden. Ein Tora-Stein mit dem Relief einer Menorah befindet sich an der Stelle des früheren Tora-Schreins. Diese neue Gedenkstätte wurde am 6. November 2015 eingeweiht. Zudem gibt es auch in Rödelheim eine Reihe von Stolpersteinen, die an das Leben der Juden und anderen Verfolgten des Nationalsozialismus erinnern.

## Persönlichkeiten
Rödelheim ist 1805 der Geburtsort des Physikers und Chemikers Heinrich Buff (dessen Tante Charlotte Buff Vorbild für die Figur Lotte in Goethes Die Leiden des jungen Werthers war). Geboren wurde in Rödelheim der Botaniker Hermann Hoffmann (1819–1891). Der Chemiker Friedrich Wöhler (1800–1882) ging in Rödelheim zur Schule und entwickelte hier bereits früh seine Neigung zur Naturwissenschaft. Der in Rödelheim geborene Bankdirektor, Journalist und  Literaturkritiker Sigmund Schott (1852–1910) stand in Briefkontakt mit bedeutenden Autoren seiner Zeit. Gestorben ist hier 1832 der deutsch-jüdische Gelehrte Wolf Heidenheim, sowie 1833 August Friedrich Wilhelm Crome, ein Freund von Buffs Vater, sowie 1868 Laurenz Hannibal Fischer („Flottenfischer“) der 1852 die deutsche Reichsflotte auflöste und versteigerte. Die Maler Carl Engel von der Rabenau 1870 und Wilhelm Altheim 1914 starben in Rödelheim ebenso, wie der Kirchenmusiker Wilhelm Bender (1911–1944). Der ehemalige Fraport-Vorsitzende Wilhelm Bender lebt seit früher Jugend in Rödelheim und unterstützte den Wiederaufbau des Petrihauses. Bekannte Rödelheimer Rap-Musiker sind heute das Rödelheim Hartreim Projekt, Moses Pelham und Sabrina Setlur.

## Einwohnerentwicklung
| Jahr | Einwohner | Jahr | Einwohner |
| ---- | --------- | ---- | --------- |
| 1834 | 1.871     | 1905 | 8.234     |
| 1840 | 2.106     | 1910 | 10.067    |
| 1846 | 2.411     | 1933 | 12.410    |
| 1852 | 2.611     | 1939 | 11.406    |
| 1858 | 2.615     | 1945 | 8.697     |
| 1864 | 2.762     | 1950 | 12.850    |
| 1871 | 3.109     | 1956 | 15.721    |
| 1875 | 3.903     | 1958 | 16.250    |
| 1885 | 4.264     | 1968 | 19.040    |
| 1895 | 4.888     | 1977 | 17.989    |

## Sehenswürdigkeiten und Kulturdenkmäler

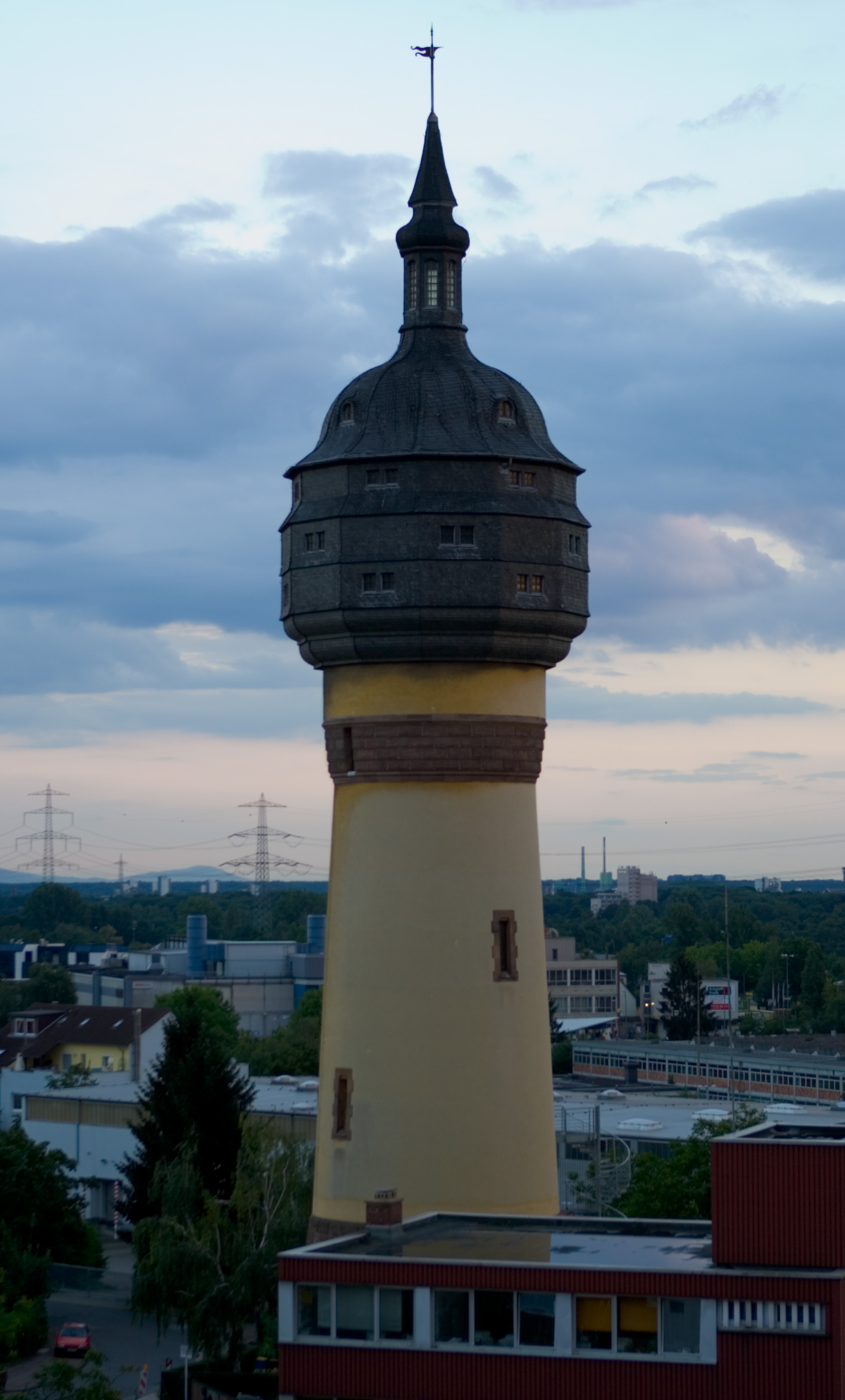
Alter Wasserturm Rödelheim

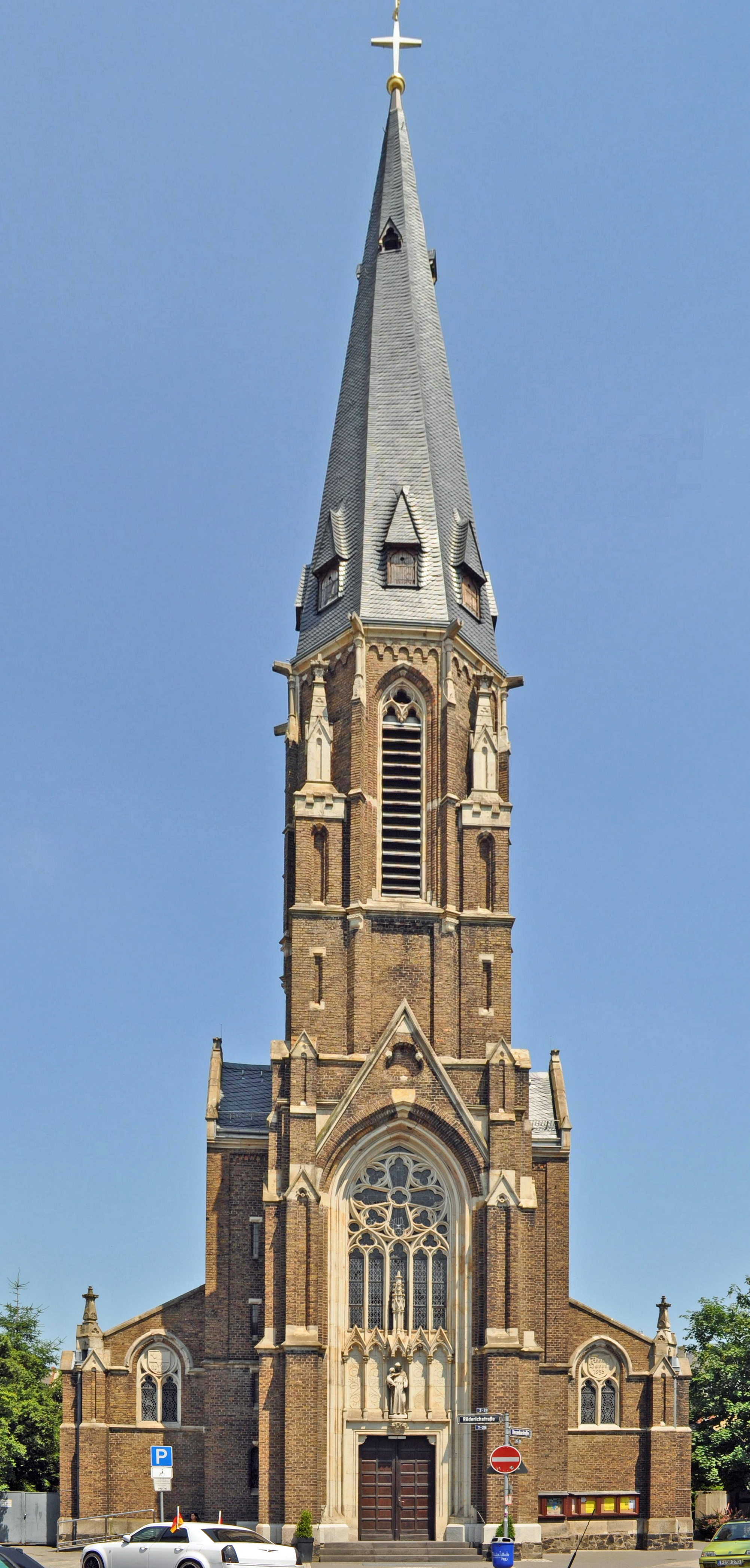
Antoniuskirche

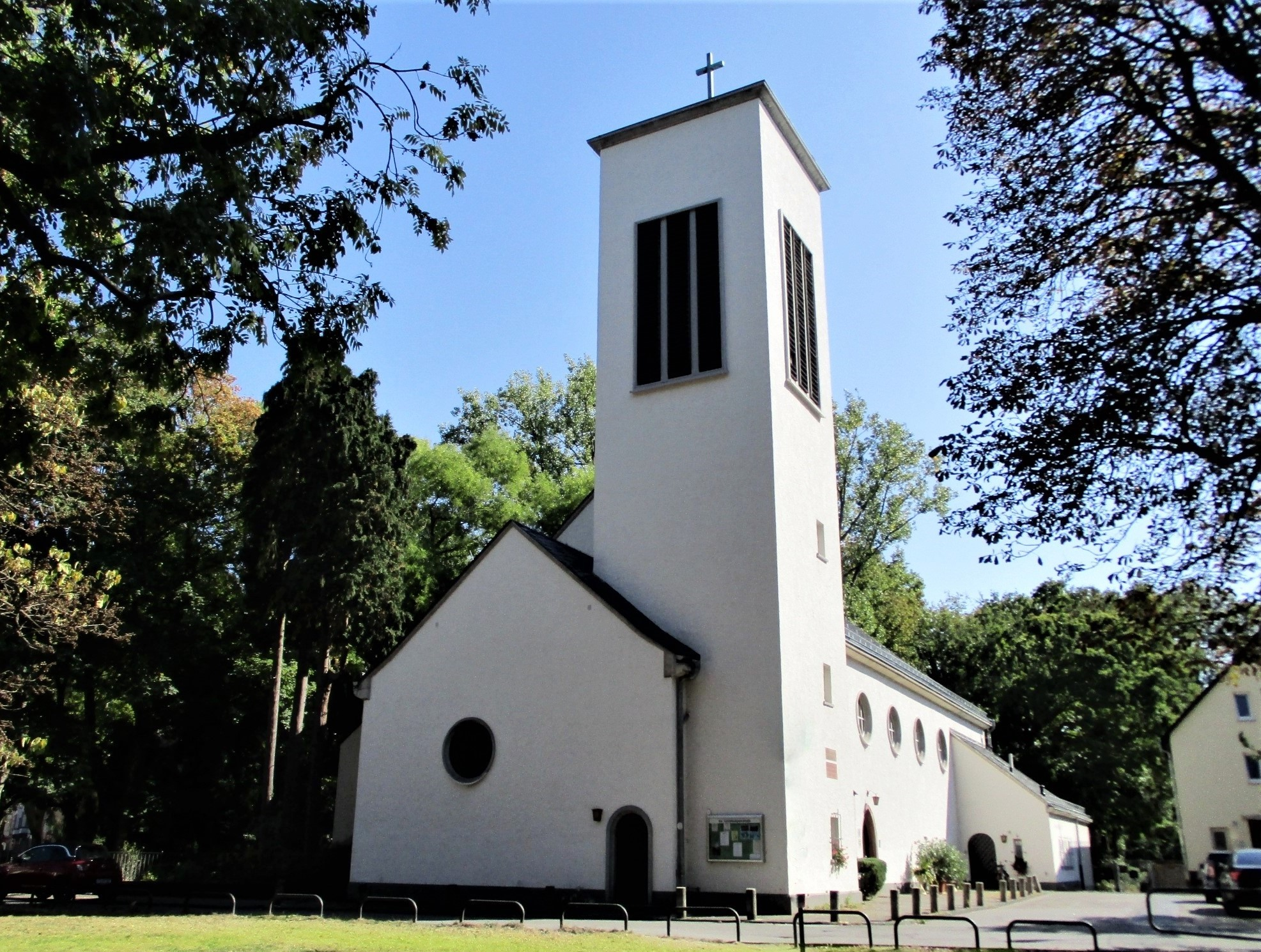
Cyriakuskirche

- Die katholische Antoniuskirche wurde 1892 im neugotischen Stil erbaut. Das denkmalgeschützte Gotteshaus enthält Wandbilder im Nazarenerstil.
- Die evangelische St. Cyriakuskirche liegt direkt am Solmspark.
- Das historische Petrihaus, erbaut 1720 und um 1820 im heutigen Stil umgebaut, liegt direkt gegenüber dem Brentanopark auf der anderen Seite der Nidda. Dort traf sich früher regelmäßig ein literarischer Kreis, dem außer Clemens Brentano die Brüder Grimm, Adele Schopenhauer und Marianne von Willemer angehörten. Auch Johann Wolfgang von Goethe und Fürst Pückler waren hier zu Besuch. Neben dem Petrihaus steht der Ginkgo in Rödelheim, der älteste Ginkgo-Baum Deutschlands, vermutlich sogar ganz Europas (gepflanzt 1750). Im Jahr 2003 wurde das Haus rekonstruiert und restauriert. Auch das ehemalige zum Landhaus der Brentanos gehörende Küchenhaus und das Gartenhaus im Brentanopark sind erhalten.
- Ein Wahrzeichen Rödelheims ist der Rödelheimer Wasserturm, der von 1898 bis 1899 erbaut wurde. Er ist 51 Meter hoch und hat einen Durchmesser von 9,50 Meter, er diente mit 380 Kubikmeter Fassungsvermögen und einem konstanten Wasserdruck von 3 bar lange Zeit als Trinkwasserspeicher für die näheren Wohngebiete. Mit der Eingemeindung Rödelheims wurde der Stadtteil 1910 auch an das Wassernetz der Stadt Frankfurt angeschlossen und der Turm wurde überflüssig, heute steht er unter Denkmalschutz und wird teilweise als Bürogebäude genutzt.
- Die Sternbrücke Rödelheim ist eine im Jahr 1807 errichtete denkmalgeschützte Straßenbrücke. Die barocke Bogenbrücke führt die Rödelheimer Landstraße über eine ehemalige Flutmulde der Nidda.
- An die 1938 zerstörte Synagoge erinnert ein Denkmal des Bad Homburger Bildhauers Christof Krause. Die Umrisse der ehemaligen Synagoge wurden mit Pflastersteinen wieder sichtbar gemacht. Die Sitzreihen der Synagoge wurden durch acht Steinquader angedeutet. Ein Tora-Stein befindet sich an der Stelle des früheren Tora-Schreins. Außerdem gibt es auch in Rödelheim eine Reihe von Stolpersteinen, die an das Leben der Juden und anderen Verfolgten des Nationalsozialismus erinnern.
- Mehrere alte Mühlsteine auf der „Mühlinsel“ (Straße Auf der Insel) erinnern an die 1966 abgerissene letzte Frankfurter Mühle.[8]
- In der Au 14–16 befindet sich eine ehemalige Fabrikantenvilla auf einem 1,6 ha großen Grundstück der Peter-Rada-Metallwaren-Fabrik, heute Eigentum der Stadt Frankfurt. Seit ca. 1983 besteht hier ein deutschlandweit bekanntes, oftmals belagertes und umkämpftes, selbstverwaltetes Jugendzentrum der Punkerszene. Es gilt als das älteste, ununterbrochen besetzende Projekt für alternativen Lebensstil in Deutschland und ist europaweit bekannt als DIE AU mit Bauwagen-Park.[9]

## Parks und Grünanlagen
Rödelheim wird vom Radwanderweg des Frankfurter Grüngürtels entlang der Nidda durchquert. Auf diesem Wege sind auch beide Rödelheimer Parks miteinander verbunden. Sie haben einen alten Baumbestand, über den online nähere Informationen im Baumkataster der Stadt Frankfurt eingesehen werden können.

### Brentanopark
Der Brentanopark mit ca. 4 ha Fläche steht seit 1986 unter Denkmalschutz. Zwischen 1808 und 1823 erwarb Georg Brentano ein Landhaus mit Garten, zu dem auch das bis heute erhaltene oben erwähnte Petrihaus mit dem alten Ginkgo-Baum gehört, und erweiterte diesen durch Grundstücksankäufe zu einem ca. 14 ha großen Park. Das zum Landhaus gehörende Küchenhaus und das Gartenhaus sind noch erhalten, das Landhaus selbst jedoch nicht. Die Stadt Frankfurt erwarb den Park im Jahr 1926 und errichtete im östlichen Teil eines der größten Parkschwimmbäder Europas, das Brentanobad.

### Solmspark
Der Solmspark auf der Rödelheimer Nidda-Insel hat eine Fläche von ca. 5 ha und entstand aus einem klassischen Landschaftspark, der im Jahr 1879 um das damalige Schloss des Grafen von Solms-Rödelheim angelegt wurde. Das Schloss wurde im Zweiten Weltkrieg schwer beschädigt und später vollständig abgetragen. In der Mitte des Parks befindet sich umrahmt von alten Baumbeständen eine besondere botanische Rarität: eine kaukasische Flügelnuss mit über 60 m Durchmesser und 20 m Höhe.

### Biegwald
Der Biegwald ist ein über 18 ha großer Waldpark und Landschaftsschutzgebiet. Er zählt zwar zum Frankfurter Stadtteil Bockenheim, grenzt aber direkt an Rödelheim an, ist über eine kleine Wegstrecke mit dem Solmspark verbunden und sowohl von der Niddabrücke Blauer Steg als auch von der Straße Rebstöcker Weg aus erreichbar. Am Biegwald liegt im Biegweg das Hessenkolleg Frankfurt.

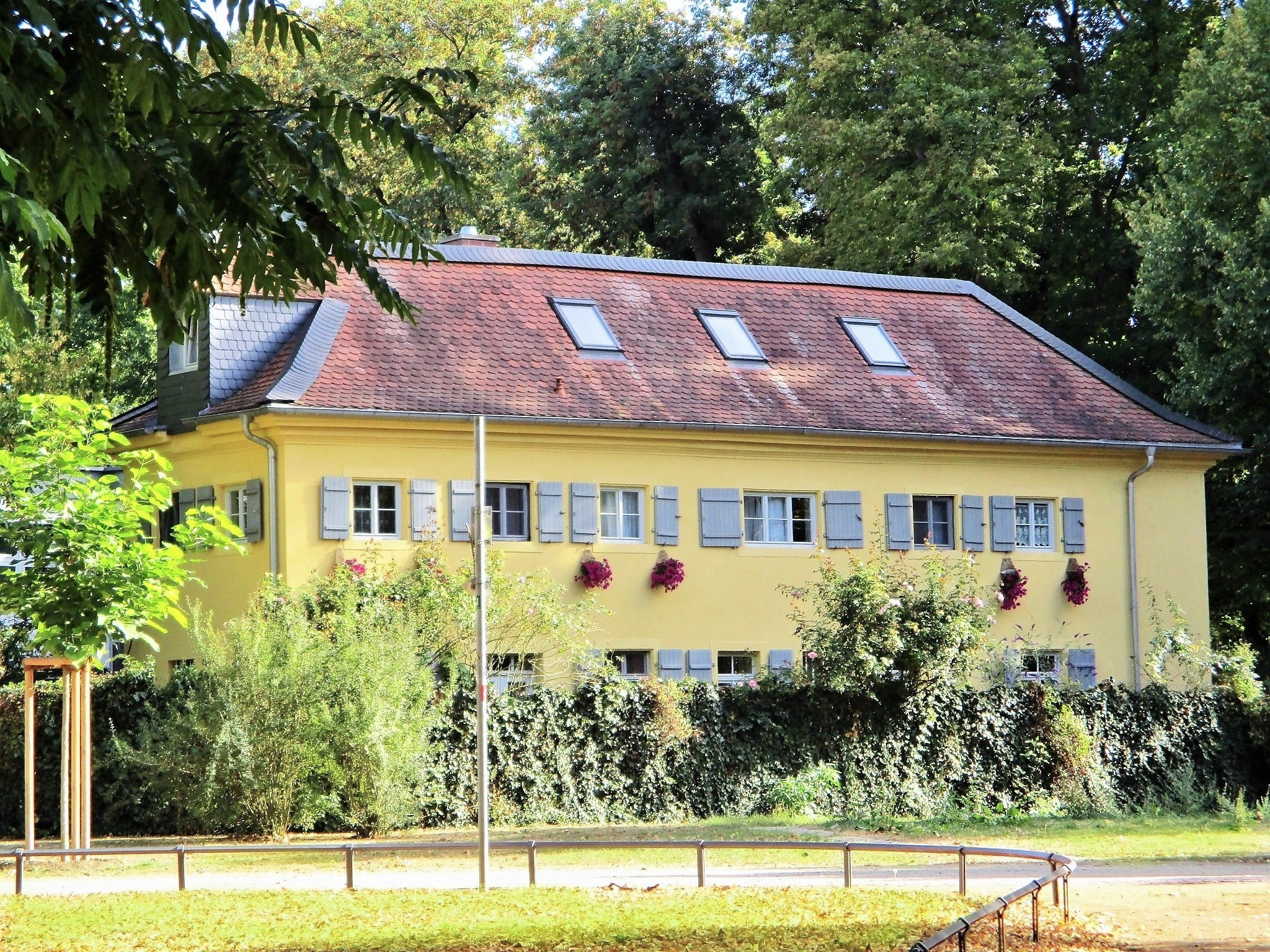
Ehem. Küchenhaus des Landhauses der Brentanos
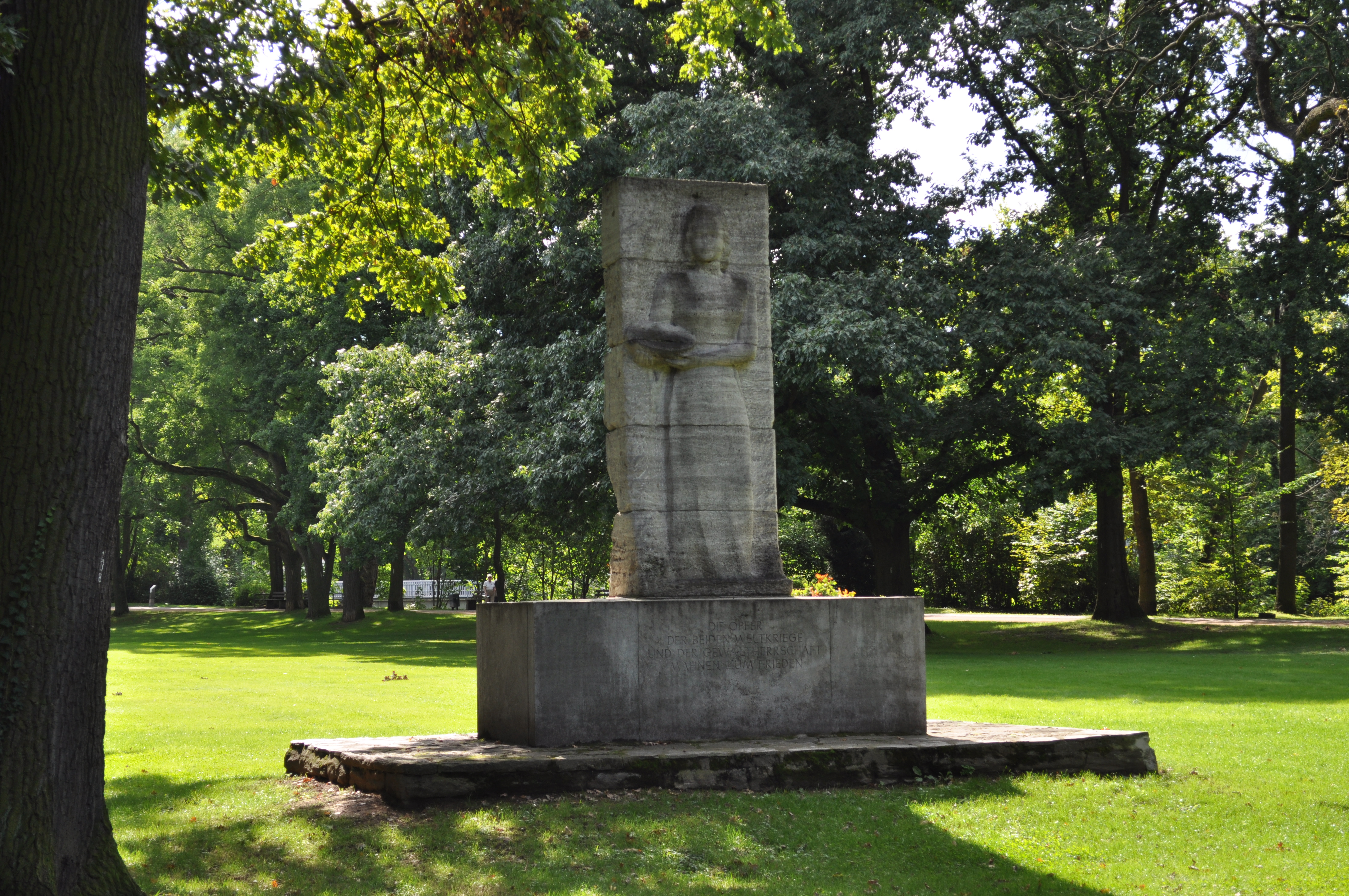
Brentanopark, Kriegsopferdenkmal
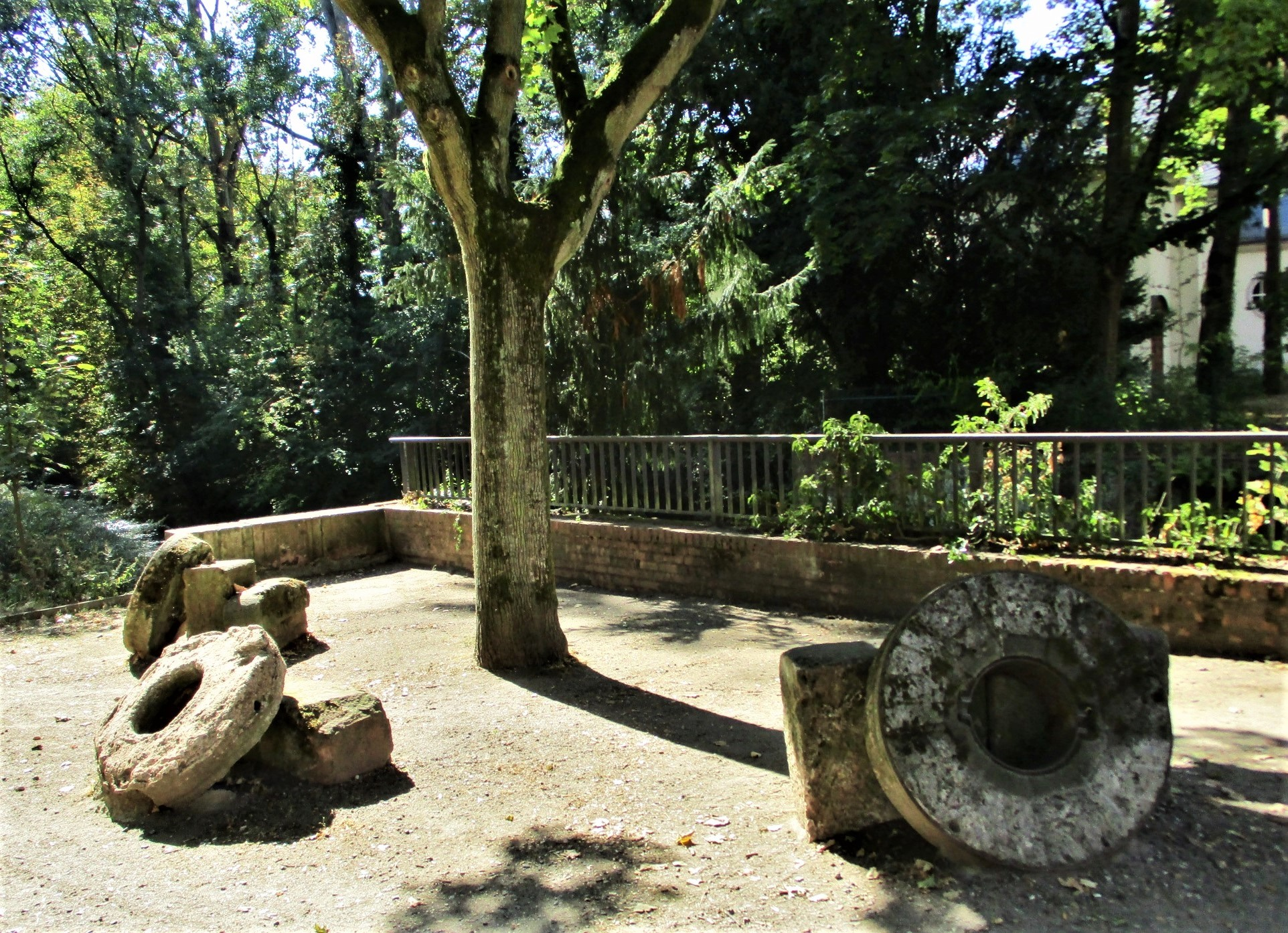
Alte Mühlsteine
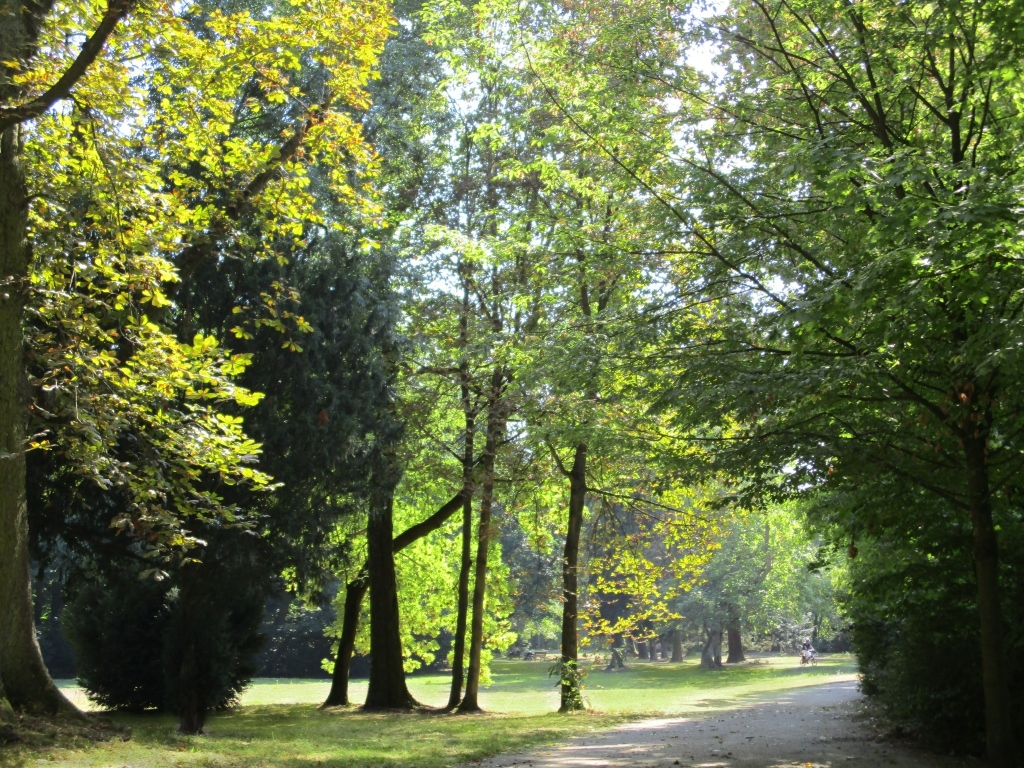
Solmspark
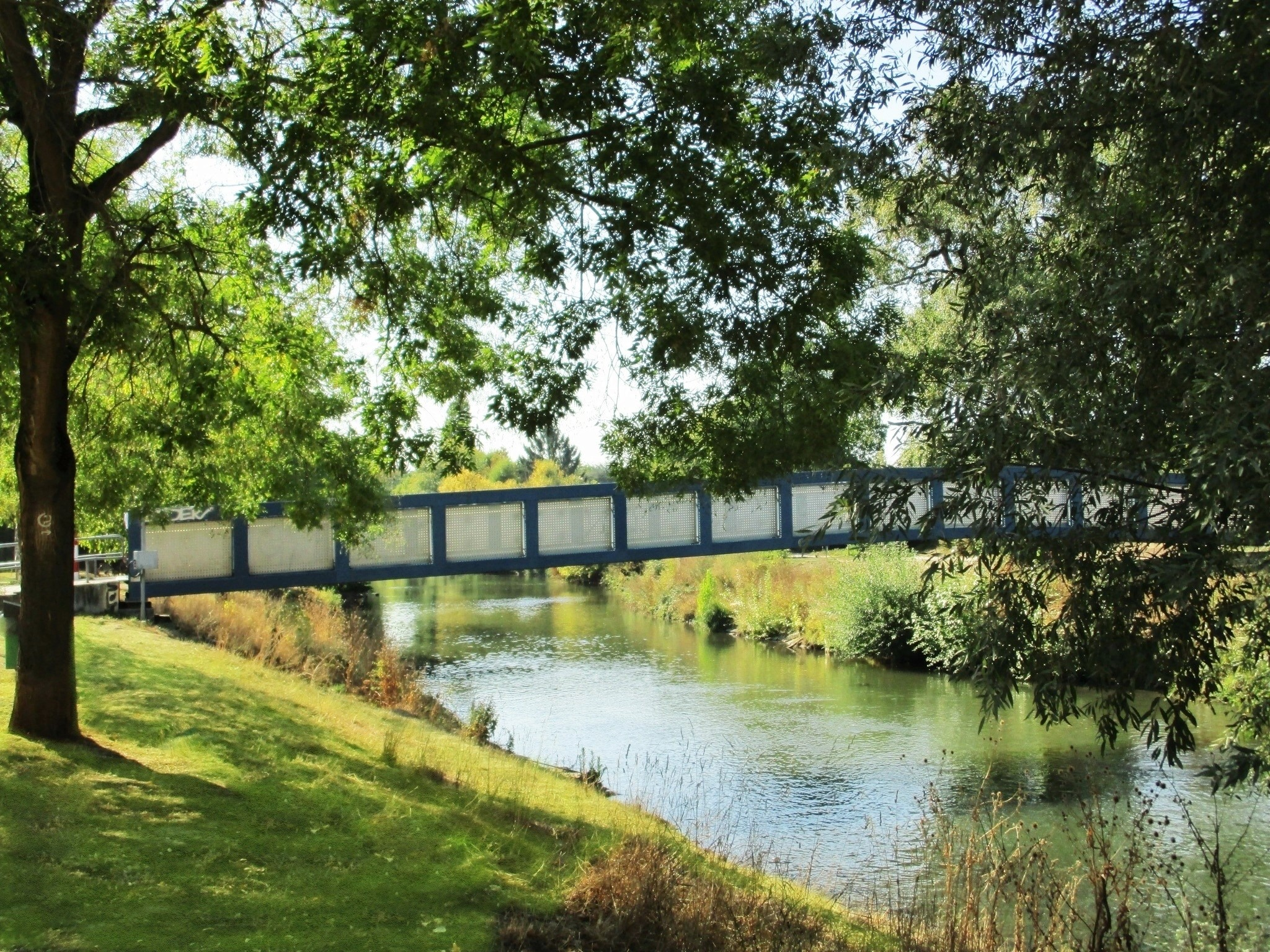
Niddabrücke Blauer Steg

## Wirtschaft und Infrastruktur

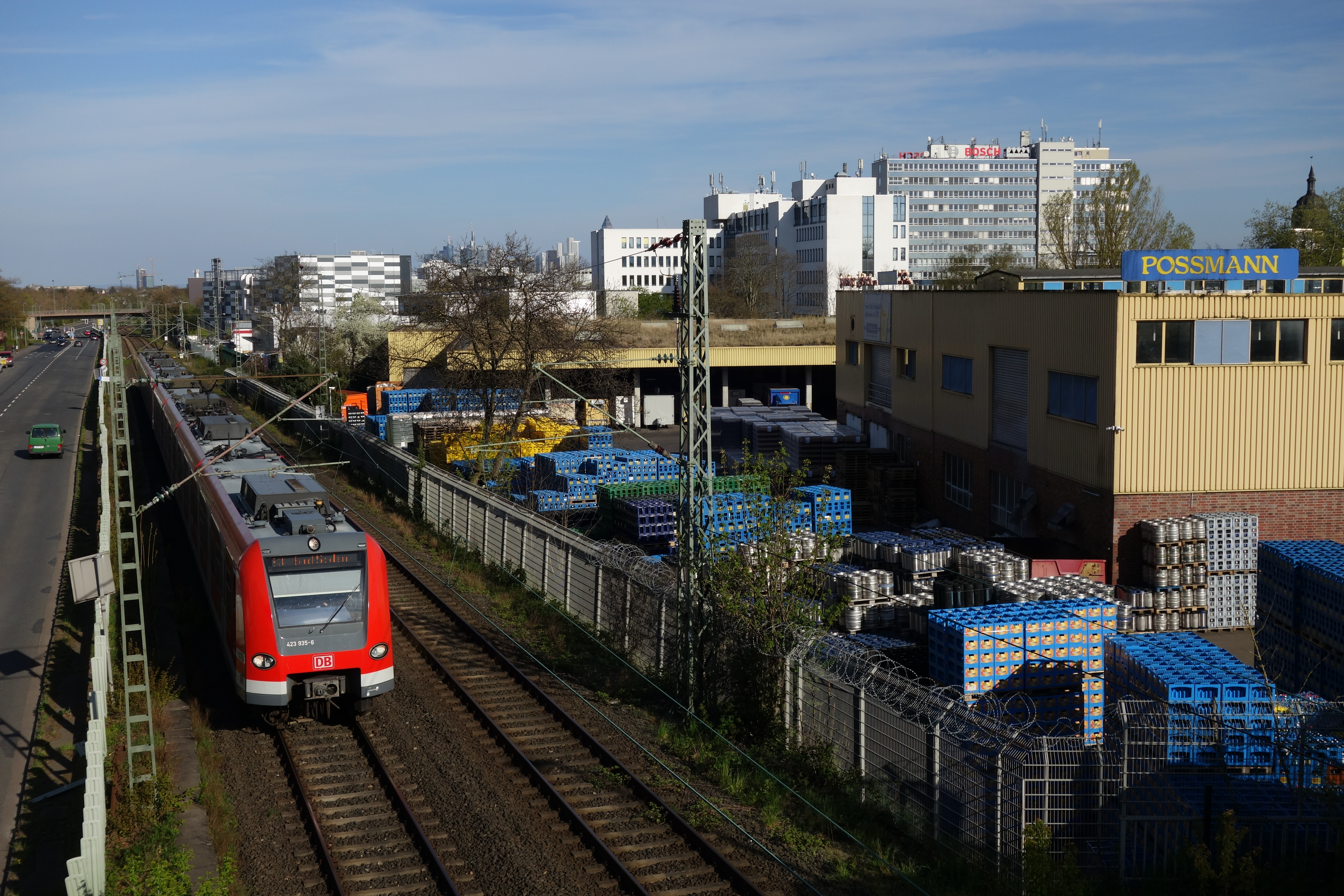
S-Bahn auf der Kronberger Bahn entlang des westlichen Gewerbegebiets mit Apfelwein-Kelterei Possmann (vorne), sowie hinten von rechts: Wasserturm, Bosch-Hochhaus, ein namenloses Bürogebäude sowie das Global-Switch-Rechenzentrum.

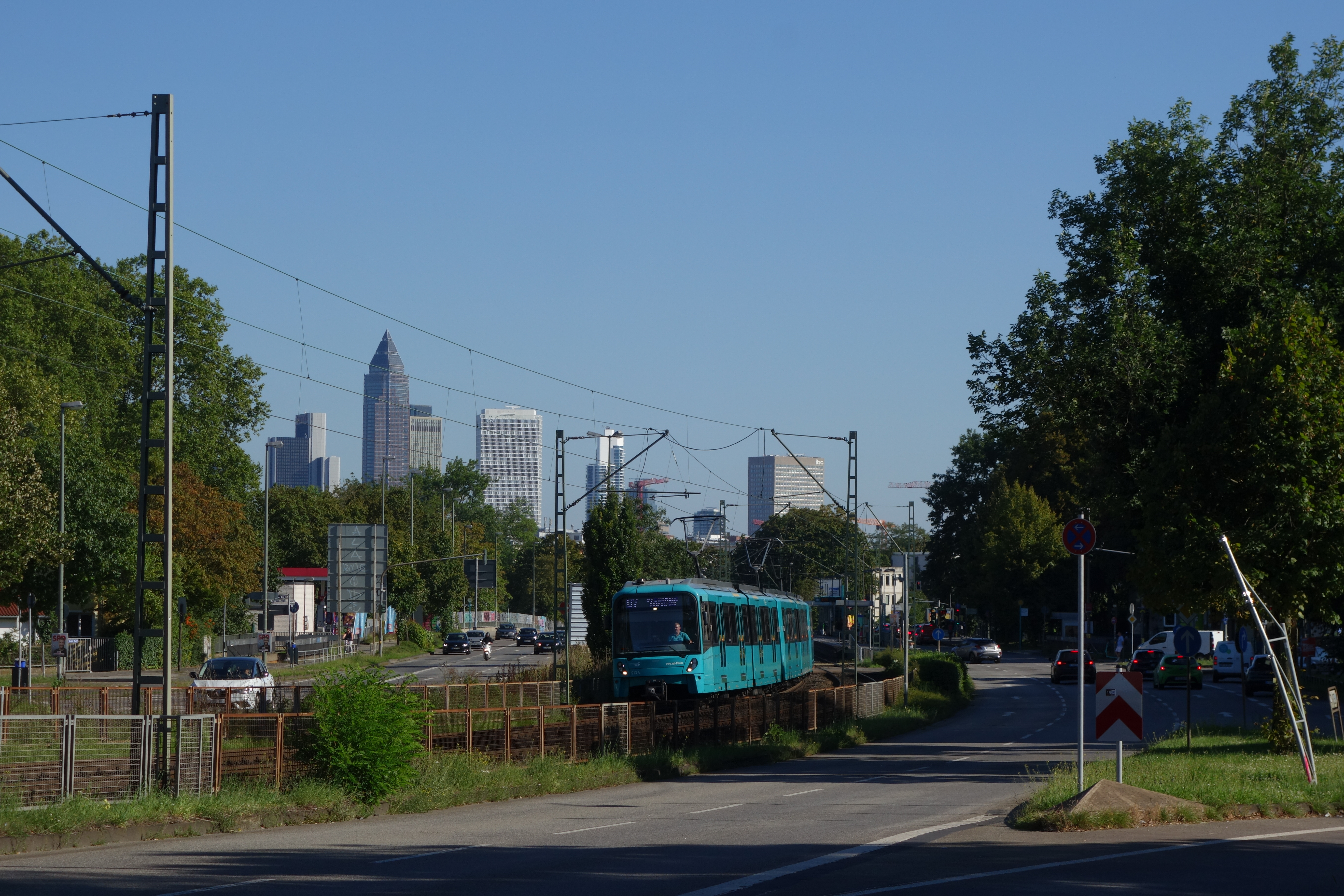
An der Ludwig-Landmann-Straße beginnt die Bundesstraße 44; in deren Mitte die Trasse der U-Bahn-Linie 7

### Ansässige Unternehmen
Rödelheim ist mit seiner Infrastruktur und Verkehrsanbindung ein regionaler Wirtschaftsstandort. Zahlreiche Einzelhändler und große Unternehmern sind hier ansässig. Dazu zählen neben alteingesessenen Unternehmen wie der Apfelwein-Kelterei Possmann, seit jüngerer Zeit insbesondere Rechenzentren von NTT Data mit 60.000 m² IT-Fläche und einer maximalen IT-Last von 62 MW sowie Global Switch mit 11.000 m² Bruttofläche und einer Stromkapazität von 14 Megawatt.
Einer der größeren Arbeitgeber ist der Automobilzulieferer Continental, mit rund 5200 Mitarbeitern am Standort Frankfurt-Rödelheim. Ferner gibt es in Rödelheim Niederlassungen der Robert Bosch GmbH und Logistikdienstleistern wie DHL und GO! Express & Logistics.

### Schienenverkehr
Der Bahnhof Frankfurt-Rödelheim liegt an der Homburger Bahn. Dort beginnt ferner die Kronberger Bahn. Von hier verkehren die S-Bahn-Linien 3 bis 5, im Berufsverkehr die  Regionalbahnlinie 15 sowie die Omnibuslinie 56 und die Metrobuslinien M34, M55, M60 und M72 der traffiQ.
Im Osten des Stadtteils verkehrt die U-Bahn-Linie 7.
Mit Inbetriebnahme der Frankfurter S-Bahn 1978 wurde die alte Straßenbahnverbindung abgebrochen. Die Linie 23 hatte vom Bahnhof durch die Altstadt via Rödelheimer Landstraße zur Schloßstraße geführt.

### Straßen
Durch den Norden Rödelheims führt die Bundesautobahn 66. Die westliche Grenze des Stadtteils bildet die Bundesautobahn 5, die südwestliche die Bundesautobahn 648. Im Osten beginnt die Bundesstraße 44.

## Veranstaltungen
Rödelheim bietet zahlreiche kulturelle Veranstaltungen und Feste, welche u. a. über den Rödelheimer Vereinsring und den Heimat- und Geschichtsverein Rödelheim geplant und organisiert werden. Der Heimat- und Geschichtsverein Rödelheim veranstaltet regelmäßig u. a. Vorträge, Ausstellungen und gesellige Veranstaltungen im Pavillon des Brentanoparks oder im Petrihaus. Vorträge und Lesungen finden auch in der Stadtteilbibliothek Rödelheim (Radilostraße) statt.
Das Rödelheimer Straßenfest mit Musikveranstaltungen findet alle zwei Jahre (ungerade Jahreszahlen) im Bereich der Straße Alt-Rödelheim/Burgfriedenstraße statt und zwar im Wechsel mit dem Weihnachtsmarkt am Rödelheimer Bahnhof (gerade Jahreszahlen).  Das Rödelheimer Parkfest und die Rödelheimer Musiknacht im Solmspark bieten ebenfalls vielseitige Musikveranstaltungen und sind ein Anziehungspunkt weit über die Grenzen Rödelheims hinaus. Das Brückenfest findet an der Niddabrücke Blauer Steg statt, das Sommerfest der Freiwilligen Feuerwehr Rödelheim auf deren Gelände in der Assenheimer Straße.
Ebenfalls weit über die Grenzen Rödelheims hinaus bekannt ist das Rödelheimer Volksradfahren, welches jährlich jeweils am letzten Sonntag im September stattfindet und viele hundert Teilnehmer verzeichnen kann. Es wird initiiert von der Kelterei Possmann gemeinsam mit dem Radsportverein RV Sossenheim 1895 und feierte im Jahr 2014 das 40. Jubiläum.

## Sport

### Fußball
Der 1. Frauen-Fußball-Club Frankfurt, mittlerweile fusioniert mit Eintracht Frankfurt, tritt seit der Lizenzübernahme am 1. Januar 1999 in der Frauen-Bundesliga an. Heimspielstätte ist das städtische Stadion am Brentanobad. Ebenfalls am Brentanobad beheimatet ist die SG Rot-Weiß Frankfurt, die dort auch ihre Geschäftsstelle hat.

### Brentanobad
Am Brentanobad, das gegenüber dem Hausener Freibad an der Ludwig-Landmann-Straße liegt, gibt es ein Freilichtkino. Dort befindet sich auch die Station der DLRG-Ortsgruppe Mitte. Das Brentanobad selbst gehört zu Rödelheim und ist mit 11.000 Quadratmetern Wasserfläche das größte Freibad Deutschlands und eines der größten in Europa.